# Protoplectron eremiae
Protoplectron eremiae is een insect uit de familie van de mierenleeuwen (Myrmeleontidae), die tot de orde netvleugeligen (Neuroptera) behoort. 
Protoplectron eremiae is voor het eerst wetenschappelijk beschreven door Tillyard in 1916.